# اچ‌ام‌اس هلیفکس (۱۷۶۸)
اچ‌ام‌اس هَلیفَکس (۱۷۶۸) (به انگلیسی: HMS Halifax (1768)) یک کشتی بود که طول آن ۵۸ فوت ۳ اینچ (۱۷٫۸ متر) بود. این کشتی در سال ۱۷۶۵ ساخته شد.